# Речной артиллерийский катер проекта 12130
Речные пограничные сторожевые корабли проекта 12130 «Огонёк» — серия российских речных пограничных сторожевых кораблей (ПСКР), бывает название речные артиллерийские катера.
Относятся к кораблям 4-го ранга.
Предназначены для охраны и обороны государственной границы на реках и озёрах и выполняют следующие задачи:
— уничтожение боевых катеров, огневых точек, боевой техники и живой силы противника;
— огневая подготовка высадки десанта и огневое сопровождение действий десанта на берегу;
— охрана водного транспорта на переходе и стоянке и т. п. при волнении моря до 3 баллов.

## История
Построены на Хабаровском судостроительном заводе. Корабль проектировался в Зеленодольском ПКБ ещё с конца 1980-х годов и во время распада СССР стало не до него, но после 1991 года к проекту вновь вернулись. В 1998 году в состав Амурской флотилии вошел головной ПСКР-200, затем были заложены ещё три катера. Рассматривалась возможность создания экспортного варианта проекта 12130-Э.

## Представители проекта
| Название | Изготовитель    | Заводской № | Заложен | Спуск на воду | Ввод в строй | Место службы              | Состояние                                |
| -------- | --------------- | ----------- | ------- | ------------- | ------------ | ------------------------- | ---------------------------------------- |
| ПСКР-200 | Хабаровский ССЗ | № 301       |         |               | 1998         | Амурская военная флотилия | В строю. С 04.2003 — «Адмирал Казакевич» |
| ПСКР-201 | Хабаровский ССЗ | № 302       |         |               | 8.08.2001    | Амурская военная флотилия | В строю.                                 |
| ПСКР-202 | Хабаровский ССЗ | № 303       |         | 3.05.2006     | 10.02.2007   | Амурская военная флотилия | В строю.                                 |
| ПСКР-203 | Хабаровский ССЗ | № 304       | 1994    |               | 4.09.2010    | Амурская военная флотилия | В строю.                                 |